# رونالدوف برسنیک
رونالدوف برسنیک (به انگلیسی: Randolph Bresnik) فضانورد و افسر بازنشسته در سپاه تفنگداران دریایی ایالات متحده آمریکا است که در ۱۱ سپتامبر ۱۹۶۷ میلادی در فورت کنوکس، کنتاکی زاده شد. در می 2004 به عنوان عضوی از گروه 19 فضانورد ناسا انتخاب شد و در مأموریت اس‌تی‌اس-۱۲۹ حضور داشته است . 